# 安珠
安珠（あんじゅ）は、日本の写真家、芸術家。

## 経歴
東京生まれ。
日本写真家協会会員、写真協会会員、全日本写真連盟役員。
「LEITZ PHONE 1」アンバサダー。
デビュー以来、写真展の会場音楽は全て細野晴臣のオリジナル音楽である。
学生のときにデザイナー・ジバンシーが来日し、オートクチュール専属モデルとしてスカウトされ渡仏。パリを拠点に世界各国の『ヴォーグ』や『ELLE』、パリ・コレクション（ケンゾー、ジャン＝ポール・ゴルチエ etc）に出演し国際的なモデルとして活躍。
帰国後、1990年に写真家に転身し『サーカスの少年』（東京書籍）を出版。文章を織り交ぜた物語のある独自の写真世界を表現。広告、雑誌連載、文筆（エッセイが中学2年国語の教科書に掲載）や講演、審査やテレビ出演、ビジュアルプランから映像監督まで幅広く活躍。
2011年より中国の世界自然遺産である張家界の作品『仙人の千年、蜻蛉の一時』を撮影し写真展多々。
2014年、東北を中心に全国の子どもたちの夢を伝えるプロジェクトを立ち上げ、『Dream Linking☆つなぐ夢、千年忘れない』（朝日新聞出版）を出版し、写真展や講演（パリ・ボンマルシェ、東京ミッドタウン、全国20ヶ所以上）を開催。
2018年に少年少女の世界の集大成「ビューティフルトゥモロウ」をキヤノンギャラリーSでの開催に続き、2019年は富山県高岡市のミュゼふくおかカメラ館（安藤忠雄建築）で開催。
2019年、平安京に焦点を当てた『Invisible Kyoto』では、『Invisible Kyoto-目に見えない平安京-』として大型写真展を美術館「えき」KYOTOで開催。2019年ライカ GINZA SIXでは、『Invisible Kyoto Tokyo Edition』として同時開催。2020年〜2021年2月までライカ銀座で「Just Daydreaming」 開催。
2021年7月よりライカ世界初のスマートフォン「LEITZ PHONE 1」のアンバサダー就任。
写真を通して、子どもたちの育成授業や戦後70年を境に「写真を読み解く力」についても活動。

## 活動

### 作品集
主な写真作品集には、1990年に写真小説『写真小説 サーカスの少年』松本隆・小説（東京書籍）、写真小説『少女の行方』（東京書籍）、写真絵本『星をめぐる少年』、詩写真集『恋文の森』（新潮社）、詩写真集『眠らない夢』（新潮社）、愛猫の写真絵本『小さな太陽』（小学館）、『ここにいないあなたへ』辻仁成・文（集英社）等。
他にタレントとのコラボレーション、とよた真帆『ANBIENT-M』（ぶんか社）、宮崎あおい『少女日記』（角川出版）、奥菜恵『THE OKINA 3/3 PARIS編』（朝日出版）など。
三島由紀夫賞作家の矢作俊彦とのコラボレーション『ライオンを夢見る』（ヘミングウェイを世界地図で追った写真エッセイ、東京書籍）等。
2007年、ムック本『Natural Glow』で安珠特集。
2014年7月発売の東北を中心に出会った全国の子どもたちの夢を取材した写真集『Dream Linking★つなぐ夢、千年忘れない』（朝日新聞出版）、2019年発売 Blu-ray+写真集『THE 劇団美山』（ユニバーサルミュージックジャパン）。2019年『Invisible Kyoto-目に見えない平安京-』図録など。

### 写真展
写真展では、自作短編ビデオ上映をし、細野晴臣がオリジナル音楽や選曲で協力参加。
恵比寿三越で開催された写真展「安珠の写真世界」は4万人以上の動員を記録。
安珠写真展「星をめぐる少年」、「ADOLESCENCE」、「眠らない夢」、「安珠の写真世界」、「恋文の森」、「エスケープ」、「小さな太陽」など他多数。
キヤノン、オリンパス、富士フイルムでの写真展参加も多い。主な写真展開催場所は、全国のキヤノン、オリンパス、富士フイルムギャラリーや、ラフォーレ原宿（原宿/新潟/小倉）、青山スパイラルホール、青山モリハナエビル、パルコ（大阪/名古屋）、ソニープラザ（銀座/大阪）、大丸松坂屋百貨店（大阪/福岡）、三越百貨店（恵比寿）、伊勢丹（新宿）等多数。
2012年11月〜2013年1月　キヤノンギャラリーの全国四カ所（銀座、北海道、仙台、大阪）で、世界自然遺産・張家界「仙人の千年、蜻蛉の一時」を開催。
2014年7月18日〜11月19日 FUJIFILM主催「30,000人の写真展」+Dream Linking☆
FUJIFILM主催「30,000人の写真展」コラボ参加 全国で開催。
写真展「KOKORO + ANJU」開催。
2014年8月30日〜10月18日 パリのル・ボン・マルシェ・リヴ・ゴーシュで行われる「ル・ジャポン・リヴ・ゴーシュ展」で、“KOKORO 11.3.11” と「Dream Linking☆」のコラボレーション写真展「KOKORO + ANJU」開催。
Photographer 安珠による写真展「KINEMA KIMONO」ファッションカンタータウィーク映画生誕120周年を記念して京都駅ひろばにて開催。
「Invisible Kyoto －目に見えぬ平安京－」 2017年3月〜6月ライカギャラリー京都 開催。第二回「美しい中国・美しい日本」日中友好写真展 特別招待参加 中国文化センター（東京）2018年1月10日〜 1月19日開催。
2018年7月11日〜8月28日まで少年少女の世界の集大成「ビューティフルトゥモロウ」をキャノンギャラリーSで開催に続き、2019年は富山高岡市のミュゼふくおかカメラ館（安藤忠雄建築）で開催。2019年、平安京に焦点を当てた『Invisible Kyoto』では、『Invisible Kyoto-目に見えない平安京-』（6月8日～6月30日）として大型写真展を美術館「えき」KYOTOで開催。
ライカ GINZA SIXでは、『Invisible Kyoto Tokyo Edition』（5月16日～9月24日） として同時開催した。
デビュー以来、写真展の会場音楽は全て細野晴臣氏のオリジナル音楽である。
写真を通して子どもたちの育成授業、戦後70年を境に「写真を読み解く力」についても活動。

## 写真以外の活動
写真以外に、審査員や講演も多くおこなっている。テレビ番組のコメントやゲスト出演も多数。
エッセイも多く、2002年、銀座百店に書いたエッセイ『天国からの伝言』がエッセイスト協会から『ベストエッセイ集』（文藝春秋集）に選抜され、『朝日新聞』に掲載されたエッセイ『今は素直に、感謝しています』が、中学二年の国語の教科書教材に選ばれる。
映画などの評論やコメントも多い。2008年には携帯サイトで長編ファンタジー小説『ドリームオーナー物語』を連載。沢田研二の作詞も手掛けた。
 

### 広告作品
- AOKIホールディングス
- メナード化粧品
- 大丸松坂屋百貨店
- サンスター
- SONY
- サンヨー
- ミキモト
- 日本たばこ産業
- 近畿日本鉄道
- ゆうちょ銀行
- 桂由美ブライダルハウス
- エア・フランス
- レナウン
- 株式会社ダリヤ
- AKAMI HOLDINGS株式会社
- Canon
- OLYMPUS（新聞広告大賞）など多数。

2000年、文京女子大学パンフレット「歩きはじめる時」全国大学パンフレット人気投票一位最優秀賞。
2005年、『わかば』広告ポスター撮影が話題に。NHK朝の連続ドラマ小説では、女性カメラマン初起用。
映画ポスターも多く手がけ、映画『失楽園』（本年度の日本映画ポスター最優秀賞）は、2007年、日本映画記念切手に。
静岡県浜松市のホテル「day by day」写真空間をプロデュース。
2012年、ファッションデザイナーRYNSHUが映画監督をした『9 3/4 ナインスリークォーター』ポスターと写真集『9 3/4 RIO』制作。
2013年、2014年、Fashion Cantata from KYOTO（京都劇場）WEB写真展。
2018年、伊勢丹新宿本店「Isetan YUKATA Style〜ゆかたで楽しむ新宿の街〜」ビジュアルディレクター（写真とムービー）。
2019年、ドキュメンタリー映画『モデル 雅子 を追う旅』ポスター写真と出演。

### 雑誌連載
- 株式会社流行通信→株式会社流行通信社 STUDIO VOICE - 「ANJU SCOPE」 - モード界リーダーのグラビア+インタビュー
- 扶桑社 TVぴあ 「安珠のピープル・ギャラリー」 - 表紙+グラビアインタビュー、安室奈美恵・観月ありさ等
- Caz - 表紙グラビア+インタビュー、菅野美穂・中谷美紀等
- 小学館 CanCam「海外恋愛小説」 - イメージ写真
- ハースト婦人画報社 mc Sister「ANJU＋HIPERBOYS」 - メンズ・グラビア+インタビュー、KinKi Kids・長瀬智也等
- 小学館 週刊ポスト「さよなら二十世紀」 - 作家矢作俊彦とのコラボ。世界各地の歴史的場所撮影を5年間
- 郵政省/全郵政ジャーナル「夢の彼方」 - フォトエッセイ）
- ハースト婦人画報社 婦人画報「光子」 - チェコやオーストリアでイメージ撮影撮影を3年間
- マガジンハウス クロワッサン「服は大事な生活道具」 -文化人ゲスト撮影
- 日経BP 日経ネットナビ - 表紙+グラビア+インタビュー、広末涼子・米倉涼子等
- ミュージック・クリエーター「ANJU×anju」 - ミュージシャン撮影インタビュー、Every Little Thing・SPEED等
- 光文社 VERY「思いわずらうことなく愉しく生きよ」 - 江國香織小説×イメージ撮影
- 光文社 JJ「姉御にきけ」 - グラビア撮影、夏木マリ×篠原涼子等
- CMS PHaT PHOTO「安珠のスケッチショット」 - フォトエッセイ
- スワン「安珠のPhoto Essey」 - 世界的なバレリーナーグラビア+インタビュー
- 株式会社文藝春秋 週刊文春「原色美術館」 - グラビア撮影、竹内結子・宮沢りえ等
- 小学館 週刊ポスト「ピープル」 - グラビアインタビュー、郷ひろみ、井上陽水
- 集英社 週刊プレイボーイ - +Brother by Anju 清原和博、箭内道彦等、+muse by Anjuを不定期で連載。
- 朝日新聞出版 アサヒカメラ 11月号 - 特集掲載 CANON GALLERY写真展開催に合わせて、世界自然遺産 張家界「仙人の千年、蜻蛉の一時」、2013年7月より「安珠のフオトツリー」連載。
- 日本カメラ社 日本カメラ 五月号 - 植田正治へのオマージュvol3、世界最大巨大カメラの初撮影を掲載。
- 朝日新聞出版 AERA ムック本 旅カメラ「LAT.35°N　vol.1」 - 安珠パリ特集40P
- 旅カメラ Style magazine 「安珠のパリフォトジェニックMAP」連載。
- 中央公論新社 婦人公論「Dear Woman」 - モード写真連載。

### 講演・ワークショップ
パルコ写真シンポジューム
広告批評 読売広告塾
コダック 広告写真塾
JR主催「京都ファッション・カンターター進行役」、大学、専門学校、ワークショップ等で多くの講演、授業をしている。
富士フイルム主催「安珠の女性のための写真セミナー」では東京国際フォーラムなど大ホールで全国7ケ所で開催。
女性向けの企業講演では化粧品会社など多数。写真を通して、子どもたちの育成授業や戦後70年を境に「写真を読み解く力」についても活動。

### TV出演
写真だけでなく、ファッション、オペラ、バレエや歌舞伎等の広いジャンルのコメンテーターとしてもゲスト出演。
- 未来観測 つながるテレビ@ヒューマン（準レギュラー、NHK総合）
- こんにちはいっと6けん（NHK総合） - 月曜写真評価役
- 生活ほっとモーニング（NHK教育）
- おしゃれ工房（NHK教育）
- 芸術劇場（NHK教育）
- デジフォト祭り（NHK教育）
- NHK短歌（NHK教育）
- フォトグラ・ヒア（BS2）
- 真夜中の王国（BS2）
- プレミアムカフェ「魅惑のメーキャップ」特集（NHK BSプレミアム）
- TIMESCAPE あなたも挑戦しませんか 新絶景タイムスケイプ（NHK BS8K・NHK BS4K）
- 新絶景タイムスケイプ（BS8K・NHK BS4K・NHK）
- グレートコネクション（日本テレビ）
- Hello!フォト☆ラバーズ 〜ミル・トル・アルク〜（2012年1月15日、22日、×桜庭ななみ・2013年6月6日、13日、×金子貴俊、BS朝日）
- ニッポン絶景街道〜女流写真家が写す絶世の1枚〜（BS朝日） - レギュラー出演
- ありがとッ!（テレビ神奈川）
- 地球写真館（パーフェクTV）
- 写真家たちの日本紀行 〜未来に残したい情景〜（BSジャパン） - 石垣島、八重山諸島
- 辰巳琢郎の葡萄酒浪漫（BSジャパン）
- ワタシの好きな500の色〜メキシコ篇（BSフジ）
- 小山薫堂 東京会議（BSフジ） - 写真部の新入部員。東京臨海副都心をレギュラーと競った撮影結果、優勝。
- cacio安珠のデジカメ動画日記（インプレスTV） - 友人の文化人や俳優を迎えてトーク。山口小夜子、仲村トオル、坂井真紀等。隔週2年間放送。

### 審査員
写真コンテスト
- キヤノン、富士フイルム、オリンパス等、カメラメーカーの審査多数。

- 伊勢志摩サミットフォトコンテスト 産経・高校生文化大賞（作文）
- 美しい日本を撮ろう(産経新聞主催)
- よみうり写真大賞(読売新聞主催)
- カラーフェアー(全日本写真連盟)
- 国際フォトサロン(全日本写真連盟/朝日新聞主催)
- 写真の町東川賞 等、多数。
- フジサンケイグループ広告大賞、リキテックス・ビエンナーレ、ロレアルカラートロフィ、草月流SYC展、TBCスリムビューティ、シュウウエムラ・メイクコンテストなど、モデルやタレントのコンテスト等も参加。

### 作詞
沢田研二への作詞提供
- 「そっとくちづけを」（2007年）
- 「風に押されぼくは」（2008年）
- 「僕は歌うよ」（2009年）